# Парк Мол Стара Загора
„Парк Мол Стара Загора“ е търговски център, в град Стара Загора и има 30 000 m² разгъната застроена площ, от които 20 000 кв. м търговска площ. Молът разполага с над 700 паркоместа. Той отваря врати на 31 октомври 2008 г.
Комплексът се намира на бул. „Никола Петков“, до главния път за Бургас. С неговото изграждане и непосредствената близост на хипермаркетите Технополис и Практикер, се обособява и новия Търговски парк на Стара Загора.

## Описание
Общият брой на обектите надвишава 120, включващи специализирани магазини, кафенета и ресторанти. Световноизвестни марки в сферата на модата и ресторантьорството отварят свои обекти в Park Mall.
Инвеститор на Park Mall е „Александра Груп“, като размерът на инвестицията възлиза на 25 млн. евро. В мола са разкрити над 800 работни места. Архитектурната разработка е дело на „Артек дизайн“ с ръководител арх. Константин Антонов, а строително-монтажните дейности са извършени от „Балканстрой“ АД. Цялостното управление на Park Mall Стара Загора се осъществява от водещата международна консултантска компания Colliers International България.
Park Mall e иновативен със своята концепция и реализация търговски комплекс, разположен на две нива. Партерният етаж предлага разнообразен микс от стоки и услуги, докато местата за забавления, ресторантите и заведенията за бързо хранене са разположени на първия етаж.
Основен композиционен акцент на сградата е атриума, решен във форма на елипса и покрит със стъклен купол – характерен мотив за сградите на Александра груп. Вътрешните пространства имат покривни остъклявания, които осигуряват повече светлина. Модерният вътрешен дизайн на мола се съчетава хармонично с естествена зеленина и дървета, които са важен елемент от цялостната концепция на сградата като устойчива и енергийно-ефективна.
Пред основния вход има широко площадно пространство, което дава лесен достъп за пешеходците и отдалечава автомобилния трафик на безопасно разстояние. Всички елементи на архитектурния замисъл целят да създадат удобство и комфорт на клиентите и по този начин превръщат търговския център в предпочитано място за развлечение.

## Известни марки и вериги
Сред известните марки станали наематели в мола на Стара Загора са: Beauty Zone, Adidas, Andrews fashion, Seven Seconds, Hot Spot, Levi’s, Tally Weill, Oxette, Swarovski, Coffee break, McDonald’s, книжарница Ciela, Leonardo Shoes, Reserved, XYZ, забавления и мода за най-малките в детския център и магазин Fancy Kids.
До 16 април 2021 г. в мола работи Кино Арена с 6 зали и общо 950 места, като това е първият кино-комплекс от съвременен тип в целия регион, оборудван с дигитална и 3D кинотехника.

## Факти
- 30 000 кв. м обща застроена площ;
- 20 000 кв. м търговски площи;
- 700 паркоместа;
- 2 етажа магазини за мода;
- Ресторанти, кафенета;
- първите в град Стара Загора ресторанти за бързо хранене от веригата „Макдоналдс“ и „KFC“;
- На 13 септември 2023 „Парк Мол Стара Загора“ е преименуван на HOLIDAY PARK Стара Загора.